# Érmeábrázolások a római császárkorban

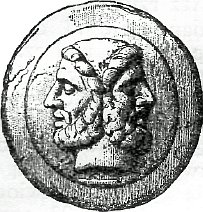
Köztársaságkori as Ianus portréjával

Az érmeábrázolások a római császárkorban – hasonlóképp a modern korhoz – a forgalomban lévő pénzérmék képei. Nem csupán egyszerű fizetőeszközök voltak, hanem propagandisztikus, vallási stb. eszközök is. A birodalom történelmében az érméken legelőször istenek, illetve kultikus tárgyak voltak láthatóak, így a legkorábbi köztársaságkori érmék közül az ason Ianus isten, a denariuson a fogatot hajtó Róma istennő, Romulus és Remus stb., az aureusokon Mars isten és a capitoliumi sas. Az i. e. 3. századtól kezdve megjelent a pénzérméken a pénzt verető consul neve is. A köztársaság későbbi századaiban az érméken látható ábrázolások változatosabbak lettek, az előlapon megjelent a többi római isten portréja, illetve a római történelem híresebb személyeinek (Brutus, Scipio stb.) ábrázolása is, illetve egyre többször találkozhatunk egyes események (Horatiusok és Curiatusok párharca, Caius Mucius Scaevola hőstette) megjelenítésével. Élő személyek portréi csupán a köztársaság legvégén jelentek meg a pénzeken, az első, akinek még életében látható képmása egy denariuson, Caius Iulius Caesar. Később, a császárkorban a pénzérméken már a legváltozatosabb események, képek, istenek ábrázolásai fordulnak elő.

## Előlapi ábrázolások, feliratok

### Az uralkodó portréja
Az első római, akinek képmásával még életében pénzt vertek, Caius Iulius Caesar volt. Augustus uralkodásának kezdetétől egészen a birodalom bukásáig már szinte mindig az uralkodó portréja került az érmék előlapjára. Szintén Augustus korától fordul elő, hogy a császári család nőtagjai is megjelentek az érméken. Antonia, Augustus nővére volt az első élő nő, akinek képmása és neve együtt szerepelt hivatalos római vereten. Az, hogy az előlapon kizárólag a császár portréja, illetve a császári család egy tagja szerepeljen, nem volt törvényszerű. Rendkívül ritkán előfordultak olyan érmék – Caligula és Claudius quadransai, illetve Nero egy-egy denariusa –, amelyeken mindössze az S-C (Senatus Consulto) vagy a császárt dicsőítő felirat (általában koszorúban) látható.
Maguk a portrék egészen a 3. század végéig meglehetősen valósághű ábrázolást mutattak, ettől kezdve azonban a pénz romlásával párhuzamosan a portré minősége is romlott. Nagy Konstantin és fiai portréi már nehezen megkülönböztethetőek egymástól, ez még inkább így van I. Valentinianus és Valens portréival.
A császár fejét egészen az 5. század végéig minden esetben profilból ábrázolták (ez alól kivételt képezhettek az ajándékozás céljára készített, nem hivatalos fizetőeszköznek szánt, általában többszörös súlyú medallionok, azaz mai szóhasználattal érmek). Igen gyakori a mellkép, maga a fej lehet fejdísz nélküli, illetve babérkoszorúval, sugárkoronával, diadémmal vagy sisakkal díszített. Az antoninianusok megjelenéséig a denárokon és az aureusokon az uralkodót mindig babérkoszorúval vagy fedetlen fővel ábrázolták, a sugárkorona csak a bronzpénzeken fordult elő. Ritkán volt látható a császár fejékeként kalászkoszorú, corona muralis, esetleg oroszlánbőr, ez utóbbi kiváltképp Caracalla veretein. A császár mellképét köpeny, páncél, esetleg mindkettő fedte. Kezében általában semmit nem tartott, de előfordult lándzsa, pajzs, glóbusz stb. A kézben tartott tárgyak leggyakrabban a 3. századi érmeken fordultak elő. A haj és a szakáll viselete sűrűn váltakozott, az előbbi kiváltképp a nőknél, akik a tornyos parókákat kedvelték leginkább.

### Az előlap köriratai
Az érmék előlapi körirata minden esetben tartalmazza az uralkodó teljes nevét. A római nevek három részből állnak: praenomen, nomen gentile, cognomen, ez személyi, családi, és gyakran testi tulajdonságot megjelölő név. A császárkor első századában szokás volt, hogy az érméken feltüntetik, hogy az illető császár kinek a fia (F, FIL = filius), illetve unokája (N, NEP = nepos). Felsorolták az uralkodó hivatali címeit is (bár ezek a hátoldalra is kerülhettek), továbbá megtisztelő nevei is az előlapon szerepeltek. E címek, nevek legtöbbször rövidítve szerepeltek az érméken:
IMP = imperator, ez elsősorban a hadsereg főparancsnokát jelentette. Nagyobb haditettek után az uralkodó újra és újra megkaphatta a senatustól ezt a címet, hogy hányadszor nyerte el, ezt az IMP után néha előforduló számok jelzik: IMP II, IMP III stb. A 4. századtól a cím elnyerése mechanikussá vált, az uralkodó minden évben automatikusan megkapta, függetlenül a haditettektől. I. Theodosius például uralkodásának 42. évében IMP XXXXII. volt.
TR P, vagy TRIB POT = Tribunicia potestas (azaz néptribunusi tisztség). A császárnak e hivatal a senatussal szemben vétójogot, illetve személyi sérthetetlenségi jogot adott (sacrosanctus lett). Mivel e címet minden uralkodó évente megkapta, fontos időhatározó szerepe is van: ha egy császár uralkodásának első évéhez hozzáadjuk a TRP-számot, megkapjuk az érme verésének évét. III. Gordianus uralkodása után már nem jelezték a TRP-t.
CENS = censor, e címet csak kevés császár vette fel, csak Vespasianus kora után.
P M, PON M, PONT MAX = pontifex maximus, a legbefolyásosabb papi testület feje (afféle kultuszminiszter). Minden császár viselte a címet, így mutathattak be az egész népért áldozatot (például a suovetauriliát). Legnagyobb jelentősége a Vesta-kultuszban volt, illetve a vallási szertartások gyakorlásakor, hadvezérek kinevezésekor. E méltóság jelzése a késői császárkorban is előfordul.
COS = Consul, a legmagasabb méltóság a köztársaságban. A császárság kialakulása után is megmaradt a hivatal, de jelentősége csökkent, a császár magának tartotta fenn. Az érmék felirataiban a COS utáni szám jelzi, hogy az uralkodó hányadszor lett consul. A császár nem minden évben vette fel a consulságot, Hadrianus például mindvégig COS III-ként szerepel érméin, noha 19 éven át uralkodott. Abban az időben, amikor már megválasztották a consult, ám még nem lépett hivatalba, consul designatusnak nevezték.
PROCOS = Proconsul, a provinciákban működtek. A császár e címet is felvette, az érméken ritkán fordul elő, leginkább Septimius Severus korától.
A császár megtisztelő nevei is az előlapon kerültek feltüntetésre. Ezek sokfélék lehettek, az általános jelzőkön túl az egyes népeken aratott győzelmeket is megörökíthették. A leggyakoribb jelzők a következők voltak:
AVG vagy AVGVSTVS, azaz az e nevet viselő személy szent, sérthetetlen és isteni méltósággal bír. A birodalom hanyatlásának kezdetétől az AVGG, illetve az AVGGG is előfordul, ez azt jelenti, hogy több -2-3- augustus van, például a tetrarchia idejében. A nőket AVGVSTA címmel illették.
C, CAE, CAES = Caesar. Nero kora előtt minden császár így nevezte magát, mint a császári család hozzátartozója. Később megtisztelő címmé alakult, amelyet a császár jellemzően fiainak, illetve a trónörökösnek adományozott. E címnél is előfordul a CAES, CAESS, amellyel több caesart jelöltek. A késő császárkorban előfordul a N C, NOB CAES (nobilissimus caesar) titulus is.
D N = Dominus Noster, Aurelianus után vált a cím általánossá.
DIVVS, a halála után istenné avatott császár emlékére sokszor az utód emlékérmet adott ki, ezeken nevezték így az istenné vált uralkodót. Az istenné avatott császárnők a DIVA jelzőt kapták. E veretek összefoglaló neve consecratiós veret, mivel a hátlapon a CONSECRATIO felirat olvasható, rendszerint oltár, esetleg páva ábrázolással.
A köriratokban sok egyéb jelző is előfordul, így a BEATISS(imus) (legboldogabb); FORTISS(imus) (legyőzhetetlen); N F (Nobilissima Femina, nemes asszony), OPTIMVS (legjobb) stb.
Egy-egy uralkodóval kapcsolatosan a győzelmi titulusokat is jelölték, arra utalva, hogy mely nép elleni hadjáratban szerezte azt, például:
ADIABENICVS Septimius Severus, Caracalla
ARABICVS Caracalla
ARMENIACVS Marcus Aurelius, Lucius Verus
BRITANNICVS I. Claudius, Commodus, Geta stb.
DACICVS Traianus
GERMANICVS Caligula, Vitellius, Nero, Antoninus Pius stb.
MEDICVS Marcus Aurelius, Lucius Verus
PARTHICVS Traianus
SARMATICVS Marcus Aurelius, Commodus
Ezek csak a leggyakoribb ilyen kitüntető címek, valójában sokkal több hasonló cím létezett.

### Azonos, illetve az érméken található felirattól eltérő nevű császárok beazonosítása
A római császárok sorában több azonos nevű, illetve olyan uralkodó is volt, akiknek ma használatos neve eltér az érméiken feltüntetettől, érméik beazonosítása ezért nehézségekbe ütközhet. A legtöbb esetben vagy a körirat sajátosságai, vagy a portré alapján lehet teljes bizonyossággal egy uralkodóhoz kötni egy-egy veretet. A leggyakoribb ilyen uralkodók:

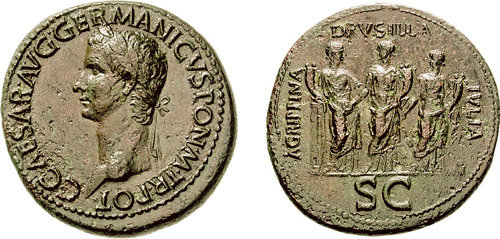
Caligula sestertiusa, a hátlapon három nővére látható

Caligula, teljes neve Caius Caesar Germanicus volt. Beceneve onnan ered, hogy gyermekkorában katonák közt nevelkedett, s ő is ugyanolyan lábbelit, „caligát” hordott, mint ők, ezért a katonák Caligulának, azaz Kisbakancsnak nevezték.
Antoninusok. Antoninus Pius, Marcus Aurelius, Caracalla és Elegabalus mindannyian Antoninus Piusnak, illetve az utolsó három Marcus Aurelius Antoninusnak nevezte magát. Noha portréik alapján csaknem teljes bizonyossággal elkülöníthetőek, a hasonló köriratok megnehezíthetik érméik azonosítását.
Antoninus Pius teljes neve Titus Aelius Hadrianus Antoninus volt, de e nevei nem mindig szerepelnek pénzei köriratában. Érméin középkorú, szakállas férfiként ábrázolták, leggyakoribb köriratai: ANTONINVS AVG; ANTONINVS AVG PIVS, illetve ugyanezek IMP kezdettel.
Marcus Aurelius teljes neve Marcus Aurelius Antoninus volt. Érméin kétféle portréval szerepel: egy fiatal bajusztalan, illetve egy idősebb, erősen szakállas képpel, ez utóbbi típus a gyakoribb. Legsűrűbben előforduló köriratai:
IMP CAES M AVR (cagy AVREL) ANTONINVS AVG
M ANTONINVS AVG
ANTONINUS AVG
A AVREL ANTONINVS AVG
Caracalla szintén olyan nevű császár, aki e néven soha nem szerepel a pénzein. Amikor caesarrá kinevezték, a Marcus Aurelius Antoninus nevet kapta, érméin is ez szerepel. Marcus Aureliushoz hasonlóan ő is kétféle portréval szerepel, egy fiatal szakáltalan, és egy idősebb, erősen szakállas portrével. Az ő és Marcus aurelius neve gyakran teljesen azonos formában látható a pénzeken, így a beazonosításukkor az arcvonások különbözőségén kívül segíthet az, hogy az antoninianusok csak Caracalla veretei lehetnek, mivel ő kezdte kibocsátani őket (ezeken sugárkoronával látható). Caracalla elnyerte a Britannicus címet is, tehát ha a köriratban ez olvasható, akkor az érme csak az ő verete lehet. Az Antoninus név ANTON vagy ANTONIN rövidítés Marcus Aurelius érméin soha, míg Caracalláéin gyakran előfordul.

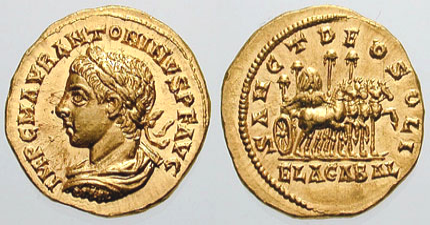
Az egyetlen korabeli érme, amelyen Elegabal neve e formában olvasható

Elegabalus neve szintén nem fordul elő soha (egy rendkívül ritka aureus-veret hátlapjától eltekintve) az érméin. Teljes neve Marcus Aurelius Antoninus volt. Az érméi elkülönítését itt is a portré teszi lehetővé, leggyakrabban szakálltalan, csupasz arccal ábrázolták. Érméi köriratai gyakran azonosak az előző Antoninuséval, de az ANTONINVS FEL AVG, ANTONINVS FEL PIVS AVG, ANTONINVS PIVS FEL AVG, ANTONINVS PIVS FELIX AVG köriratok csak nála fordulnak elő

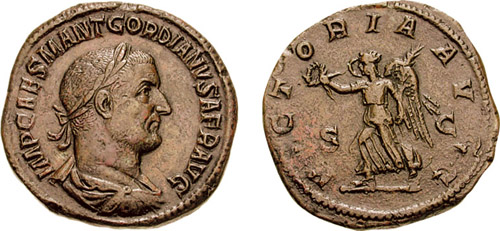
I. Gordianus sestertiusa

Gordianusok, mindhárom Gordianusnak Marcus Antonius Gordianus volt a neve. I. Gordianus = Gordianus Africanus pater, II. Gordianus = Gordianus Africanus filius. Vereteik nagyon ritkák, a köriratban az AFR rövidítés csaknem indig megtalálható. I. Gordianus jóval idősebb II. Gordianusnál, ez a vereteken is látszik.
III. Gordianus veretei gyakoriak, többnyire antoninianusok. Leggyakoribb köriratai: IMP CAES M ANT GORDIANVS AVG, illetve IMP GORDIANVS PIVS FEL AVG.
Valerianusok, I. Valerianus és II. Valerianus portréi jól megkülönböztethetőek egymástól, I. Valerianus jóval idősebb, ezen kívül II. Valerianus előlapi köriratában mindig ott van a C, CAES, CAESAR
Maximianusok, Maximianus Herculius, teljes neve: Marcus Aurelius Valerius Maximianus és Galerius Maximianus, teljes neve: Galerius Valerius Maximianus. Mindkettő portréja szakállas, egymástól nehezen megkülönböztethetőek. Az előlapi köriratokban általában szerepel a teljes nevük, ha mégsem, a köriratok apró eltérései segítenek a veretek szétválasztásában.
Maximianus Herculius leggyakoribb köriratai:
IMP MAXIMIANUS
MAXIMIANVS PF AVG
IMP C MA MAXIMIANVS AVG
IMP C VAL MAXIMIANVS AVG
IMP C M AVR VAL MAX PF AVG
Galerius Maximainus leggyakoribb köriratai:
MAXIMIANVS NOB C
MAXIMIANVS N C
MAXIMIANVS NOB C vagy CAES
MAXIMIANVS IVN AVG
C VAL MAXIMIANVS NOB C
DN MAXIMIANO CAES
IMP MAXIMIANVS IVN AVG
MAXIMIANVS CAES
GAL MAXIMIANVS PF AVG
Constantinusok, Nagy Konstantin és II. Constantinus veretei szétválasztását nagyban megkönnyíti, hogy az előlapi köriratban Nagy Konstantinnál AVG, PF AVG, MAX AVG szerepel, II. Constantiusnál pedig NOB C, IVN NOB C. II. Constantiusnál a körirat csak nagyon ritkán kezdődik D N-nel, Nagy Konstantinnál ez gyakori.

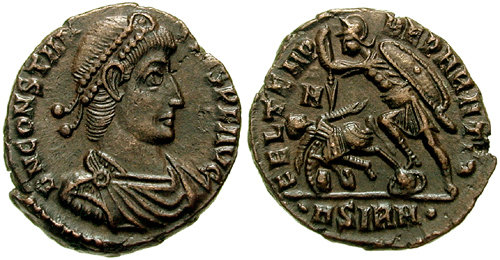
II. Constantius érméje.
DN CONSTANTIVS P F AVG, FEL TEMP REPARATIO

Constantiusok, Constantius Chlorus, teljes nevén Flavius Valerius Constantius, II. Constantius, teljes nevén Flavius Claudius Julius Constantius és Constantius Gallus, teljes nevén Flavius Claudius Julius Constantius.
Constantius Chlorus érméi a portré alapján is nagy biztonsággal beazonosíthatóak, rövid, sörteszerű hajjal, szakállal ábrázolják, arca és feje kissé szögletes. Pénzeit a diocletianusi pénzreform szerint verette, körirataiban a D N kezdés ritka. Fejét gyakran babérkoszorú övezi.
II. Constantius arca az ábrázolásokon hosszúkás, haja arcába és nyakába fésült, többnyire gyöngyös vagy rozettás diadémot visel, babérkoszorút csak ritkán. Gyakoribb köriratai: CONSTANTIVS AVG, FL IVL CONSTANTIVS AVG, D N CONSTANTIVS MAX AVG, CONSTANTIVS AVGVSTVS, CONSTANTIVS CAESAR.
Constantius Gallus fejábrázolása hasonló II. Constantiuséhoz, ám soha nem visel fejdíszt.
Valentinianusok, I. Valentinianus feje mindig jóval nagyobb az érméken, mint II. Valentinianusé. I. Valentinianus érméin a körirat mindig szétválasztott: DN VALENTINI – ANVS PF AVG stb. II. Valentinianus veretein a körirat megszakítás nélküli, illetve nála rendszerint IVN jelzőt is használtak.

## Hátlapi ábrázolások, feliratok
A római érmék hátlapjának különleges jelentőségük van, mivel az érmék a birodalom minden szegletébe eljutottak, így propaganda- és hírközlő szerepet egyaránt betöltöttek. A hátlapok ábrái az állami és politikai élet, a kül- és belpolitikai és hadi események változásait tükrözték, összekapcsolva a megfelelő vallási elemekkel.
A hátlapi ábrázolásokban az első és a harmadik század közt az istenek, istennők vannak előtérben. A harmadik század végétől az érmék már közvetlenebbül adtak hírt a politika alakulásáról, háborúról, békéről stb. Az érméken a római pantheon gyakorlatilag minden istene előfordul.